# Les Pervertis
Pour plus de détails, voir Fiche technique et Distribution.
Les Pervertis (Pretty Poison) est un film américain réalisé par Noel Black et sorti en 1968.

## Synopsis
Dennis Pitt, jeune homme interné par le passé dans un asile psychiatrique, s’éprend de Sue Ann Stepanek, une lycéenne. Pour la séduire, il prétend être un agent de la CIA. La romance va se transformer en cauchemar.

## Fiche technique
- Titre : Les Pervertis
- Titre alternatif francophone : Un bloc de fureur
- Titre d’origine : Pretty Poison
- Réalisation : Noel Black
- Scénario : Lorenzo Semple Jr. d’après le roman de Stephen Geller She Let Him Continue
- Musique : Johnny Mandel
- Directeur de la photographie : David L. Quaid
- Ingénieurs du son : David Dockendorf, Dennis Maitland
- Décors : Harold Michelson, Jack Martin Smith
- Costumes : Ann Roth
- Montage : William H. Ziegler
- Pays d’origine :  États-Unis
- Tournage extérieur : Great Barrington et North Adams dans le Massachusetts   États-Unis
- Langue de tournage : anglais
- Producteurs : Marshall Backlar, Joel Black
- Sociétés de production : Twentieth Century Fox (États-Unis), Lawrence Turman Inc. (États-Unis)
- Société de distribution : Twentieth Century Fox
- Format : couleur par DeLuxe — 1.85:1 — son monophonique (Westrex Recording System) — 35 mm
- Genre : thriller
- Durée : 86 min
- Date de sortie : 19 juillet 1968 en  Allemagne
- Affiche : Enzo Nistri (Italie)

## Distribution
- Anthony Perkins : Dennis Pitt
- Tuesday Weld : Sue Ann Stepanek
- Beverly Garland : Madame Stepanek
- John Randolph : Morton Azenauer
- Dick O'Neill : Bud Munsch
- Don Fellows : Détective

## Distinctions
- Cercle des critiques de film de New York — 1968 : Prix du meilleur scénario à Lorenzo Semple Jr.